# Paul Freier
Paul Freier (Bytom, 26. srpnja 1979.) je bivši njemački nogometaš koji je igrao kao vezni igrač. Freier je započeo svoju karijeru u VfL Bochum i igrao je tamo nekoliko sezona prije nego što se preselio u Bayer Leverkusen 2004.